# Johan August Ekman
Johan August Ekman (Hjälstad, 26 novembre 1845 – 30 novembre 1913) è stato un arcivescovo luterano e teologo svedese, Arcivescovo di Uppsala dal 1900 al 1913.
Studiò all'Università di Uppsala e fu ordinato prete nella stessa città, nel 1873. In seguito fu vicario e ricoprì altre cariche ecclesiastiche. Si sposò nel 1882 e divenne professore di teologia nel 1897. Divenne Arcivescovo di Uppsala nel 1900.
Alcuni degli articoli scritti da Ekman sono: Det kristna prästämbetets ursprung (Le origini del clero cristiano, 1882) e Den naturalistiska hedendomen (Il paganesimo naturalista, 1888).

## Genealogia episcopale
La genealogia episcopale è:
- Papa Clemente VII
- Vescovo Petrus Magni
- Arcivescovo Laurentius Petri
- Vescovo J.J. Vestrogothus
- Vescovo Petrus Benedicti
- Arcivescovo Abraham Angermannus
- Arcivescovo Petrus Kenicius
- Arcivescovo Olaus Martini
- Arcivescovo Laurentius Paulinus Gothus
- Vescovo Jonas Magni
- Arcivescovo Johannes Canuti Lenaeus
- Arcivescovo Johan Baazius il Giovane
- Arcivescovo Olov Svebilius
- Arcivescovo Erik Benzelius il vecchio
- Vescovo Jesper Svedberg
- Arcivescovo Johannes Steuchius
- Arcivescovo Karl Fredrik Mennander
- Arcivescovo Uno von Troil
- Arcivescovo Jacob Axelsson Lindblom
- Arcivescovo Carl von Rosenstein
- Arcivescovo Johan Olof Wallin
- Arcivescovo Hans Olov Holmström
- Arcivescovo Henrik Reuterdahl
- Arcivescovo Anton Niklas Sundberg
- Arcivescovo Johan August Ekman